# Trichocera sibirica
Trichocera sibirica är en tvåvingeart som beskrevs av Edwards 1920. Trichocera sibirica ingår i släktet Trichocera och familjen vintermyggor. Inga underarter finns listade i Catalogue of Life.